# Matsushita Yoshito
Yoshito Matsushita (sinh ngày 29 tháng 10 năm 1989) là một cầu thủ bóng đá người Nhật Bản.

## Sự nghiệp câu lạc bộ
Yoshito Matsushita đã từng chơi cho Albirex Niigata Singapore, Arterivo Wakayama, Grulla Morioka và ReinMeer Aomori.